# Liblická konference

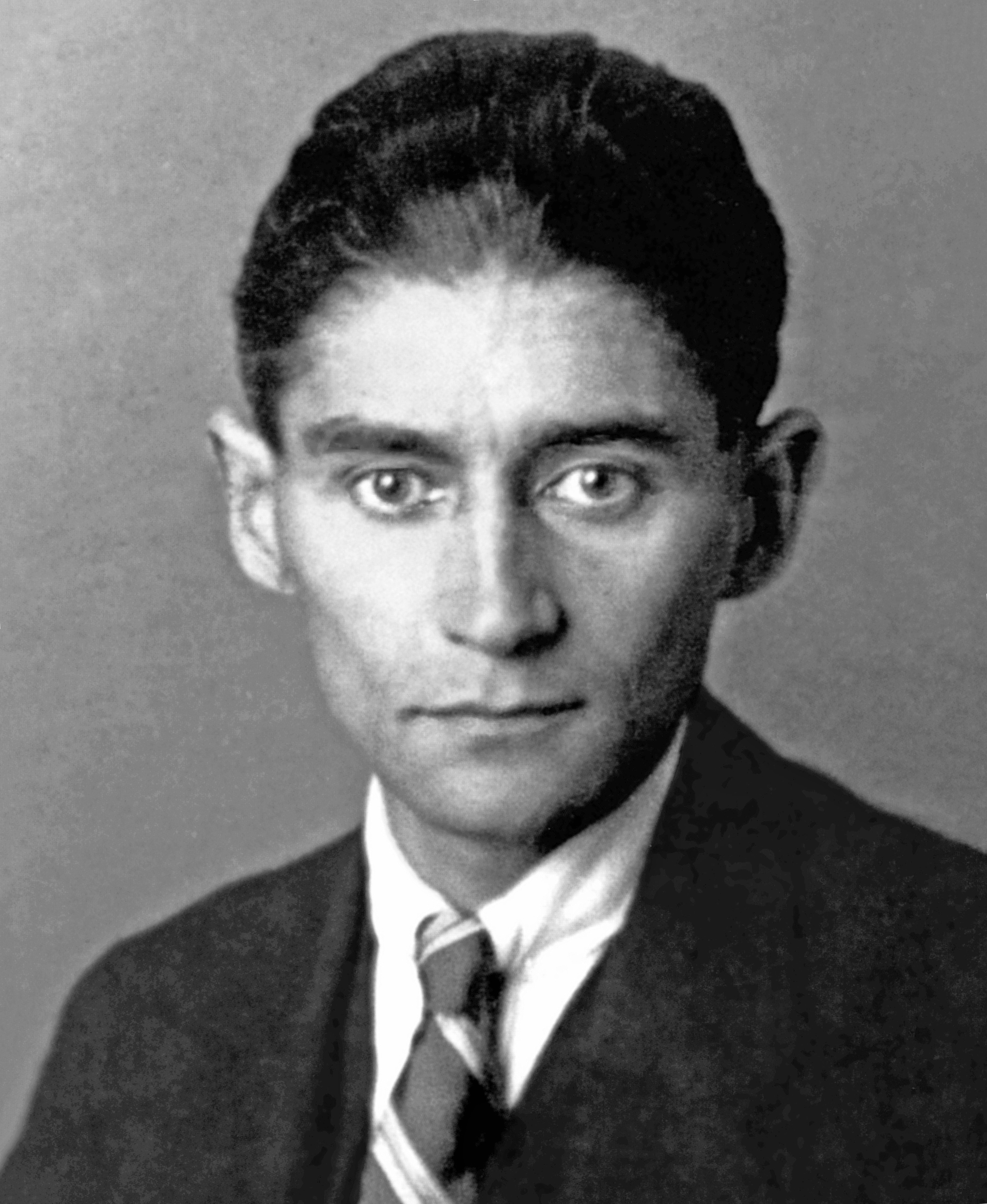
Franz Kafka (1923)

Liblická konference, zvaná též kafkovská, přesným názvem však konference "Franz Kafka" (1963: Liblice, Mělník, Česko) byla první mezinárodní konferencí k tématu pražské německé literatury, která později vešla do dějin jako určitý mezník v procesu demokratizace Československa a jako jedna z předzvěstí Pražského jara v roce 1968. Setkání na zámku v Liblicích u Mělníka bylo věnováno Franzi Kafkovi, jehož dílo sice nebylo ve východním bloku výslovně zakázáno, bylo však považováno za pokleslý produkt buržoazní dekadence.

## Recepce Kafkova díla ve východním bloku
Po druhé světové válce se Kafka na Západě zařadil mezi nejvýznamnější a nejčtenější autory moderny, v zemích východního bloku však byl až do pozdních padesátých let zavrženým autorem, což platilo zvláště pro Sovětský svaz a NDR. Před rokem 1960 se již objevují první vydání jeho povídek v Maďarsku a Jugoslávii. Dogmatické odsudky marxistické literární kritiky se ale zmírňovaly jen pozvolna. Když byla např. v NDR v roce 1962 publikována v literárním časopise Sinn und Form Sartrova řeč o Kafkovi, byl jeho šéfredaktor Peter Huchel okamžitě propuštěn. Překlady Procesu, které v Polsku a Československu existovaly již dvacet let, vycházely teprve po roce 1958. V Československu pak mělo Kafkovo dílo příchuť zakázaného ovoce, což platilo zvláště pro uměleckou avantgardu: sedmnáctiletý Ivan Martin Jirous už v roce 1961 přepisoval starší překlady a nechával je kolovat jako jedny z prvních samizdatů. Konaly se první výstavy s kafkovskými náměty, řada umělců se již tehdy Kafkou ve své tvorbě inspirovala.

## Liblická konference (27. a 28. května 1963)

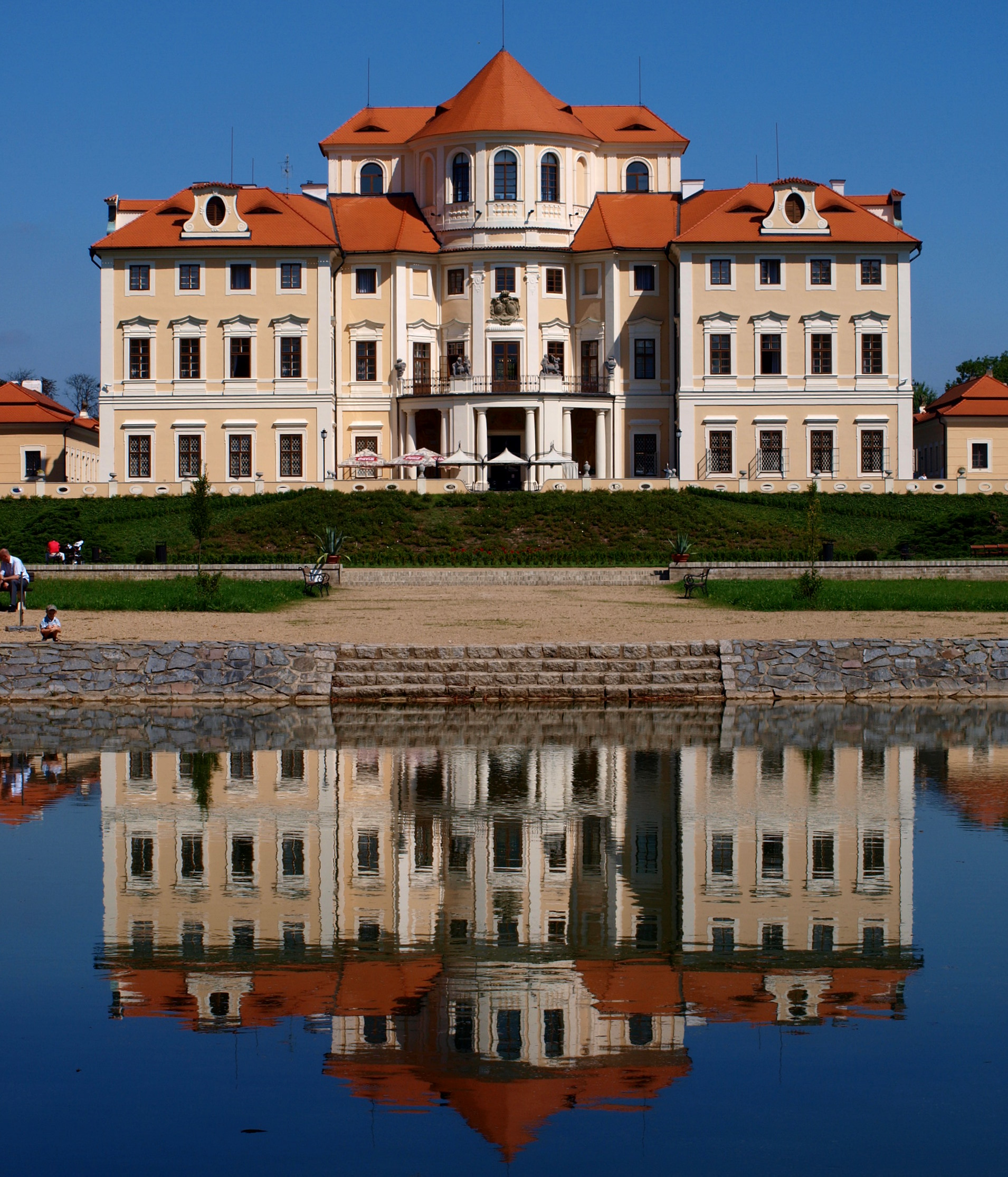
Zámek Liblice

### Myšlenka na uspořádání konference o Kafkovi
Když se blížilo 80. výročí Kafkova narození, bylo členům Komise československých germanistů při Československé akademii věd jasné, že nezareagovat na toto jubileum by se rovnalo mezinárodní ostudě. V zápisu ze schůze Komise z 15. září 1962 je uvedeno: "Na základě rozmluvy dr. Reimana s Kautmanem a Kusákem... (bylo usneseno) projednat způsob oslav 80. výročí narození F. Kafky, případné umístění pamětní desky na místě jeho rodného domu." František Kautman navrhoval zřízení Kafkova muzea, což bylo zamítnuto jako nerealizovatelné, myšlenku na uspořádání mezinárodní vědecké konference však vědci jednohlasně přijali. Autorství této myšlenky je dodnes sporné, podle svědectví Alexeje Kusáka s nápadem přišel on a František Kautman, Pavel Reiman se pak měl zasloužit o to, že projekt konference byl nakonec politicky prosazen.

### Předsednictvo a účastníci
27. a 28. května 1963 se na zámku v Liblicích u Mělníka konala konference jejímž cílem bylo: 
1. zhodnotit Kafkovo dílo z pozic marxismu-leninismu
2. přispět do diskuse o Kafkovi stanoviskem československé literární vědy
3. poukázat na vhodnost zkoumání jeho díla v kontextu Prahy a Čech

V předsednictvu zasedli: Alois Hofman, Marie Majerová, Pavel Reiman, Eduard Goldstücker. Z Československa se zúčastnili: Otto F. Babler, Josef Čermák, Dagmar Eisnerová, Ivo Fleischmann, Norbert Frýd, Jiří Hájek, František Kautman, Karel Krejčí, Alexej Kusák, Josef B. Michl, Pavel Petr, Jiřina Popelová, Petr Rákos, Ivan Sviták, Pavel Trost a Antonín Václavík. NDR zastupovali: Klaus Hermsdorf, Kurt Krolop, Werner Mittenzwei, Helmut Richter, Anna Seghersová, Ernst Schumacher. Rakousko: Ernst Fischer. Francii: Roger Garaudy. Polsko: Roman Karst. Maďarsko: Jenő Krammer. Jugoslávii: Dušan Ludvik. 
Jednalo se tedy o germanisty, literární historiky, filosofy a další vědce, kteří buď z východního bloku přímo pocházeli, nebo sympatizovali s nějakou formou marxismu. Sovětští germanisté pozváni nebyli. Max Brod, který 27. května slavil 79. narozeniny, se omluvil pro společenské povinnosti v Izraeli a pozdravil účastníky dopisem.

### Témata referátů

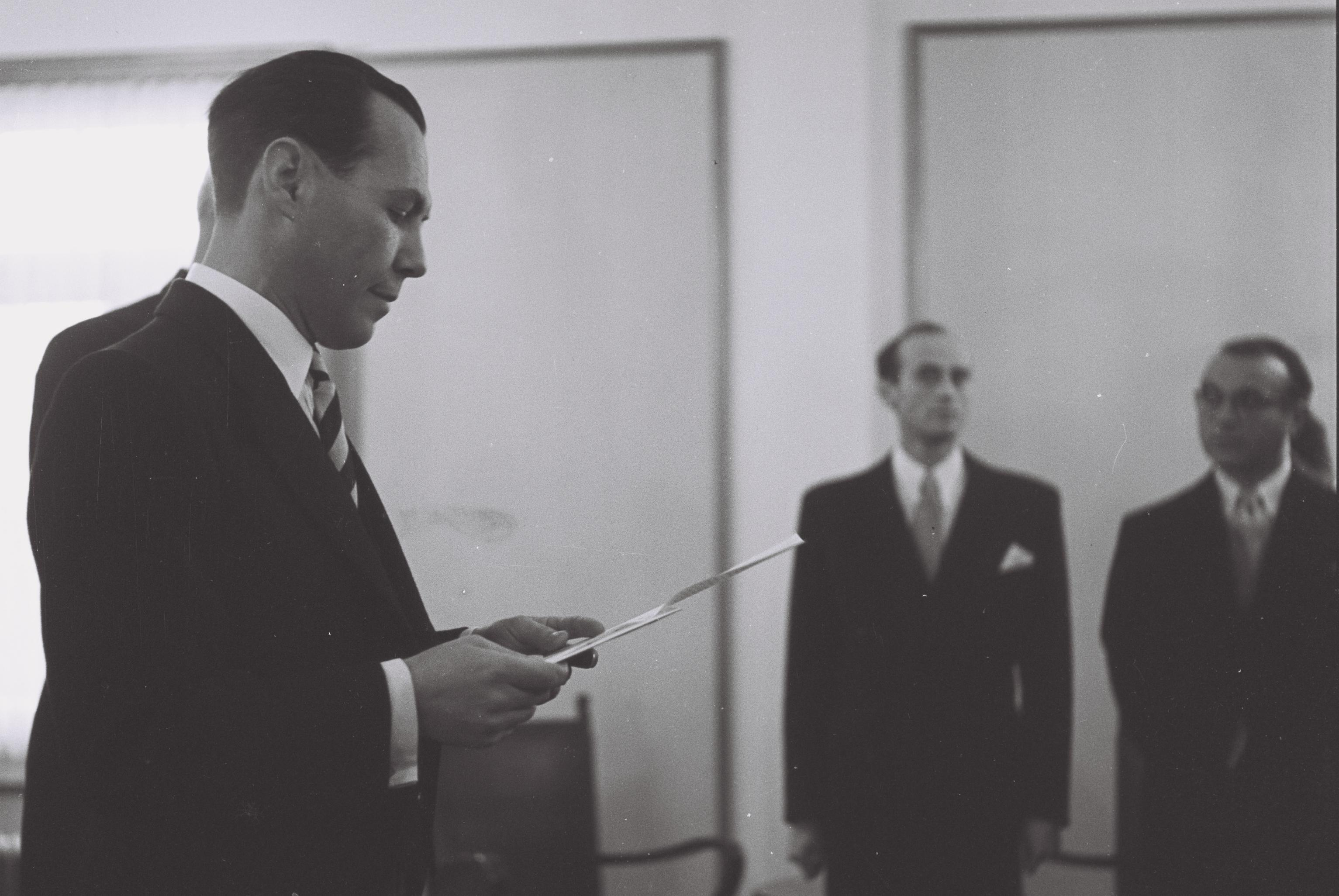
Eduard Goldstücker

Vedle úvodních referátů zaznělo 27 diskusních vystoupení domácích i zahraničních účastníků, která byla po konferenci vydána v českém znění či překladu ve sborníku: Franz Kafka : Liblická konference 1963. Z českých příspěvků jsou pozoruhodné zvláště ty, které záměrně vystupují z dobového marxistického diskurzu a přinášejí nečekané poznatky o Kafkově díle. Za zmínku stojí esej Ivana Svitáka Kafka - filosof, v němž je spisovatelův myšlenkový svět vykládán v duchu existencialistické filosofie. Dále diskusní příspěvek Petra Rákose poukazující na mnohoznačnost či univerzálnost Kafkových děl, která lze číst v různých rovinách (např. nahradit právnickou terminologii v Procesu terminologií lékařskou). Zajímavá je rovněž hutná glosa Pavla Trosta o možnostech hermeneutických postupů při zkoumání významové mnohovrstevnatosti Kafkových textů. Konference dále přinesla zprávu o nových kafkovských dokumentech (Josef Čermák), úvahy o moderním umění (Roger Garaudy), analýzu spisovatelova vztahu k české literatuře (František Kautman) a pojednání o překladech Kafky do češtiny (Otto F. Babler). Přednesené referáty dodaly nové impulzy k dalšímu výzkumu a poznávání Kafkova života a díla a významně přispěly k jeho "odtabuizování" v zemích východního bloku.

### Diskuse
V průběhu konference došlo k názorovým konfrontacím a otevřené diskusi. Zásadní polemický střet se odehrál mezi Goldstückerem a Kusákem ve věci (mezi marxisty tehdy převažujících) sociologických přístupů při zkoumání literatury. Goldstücker zdůraznil, že pro interpretaci spisovatelova díla je nezbytná znalost pražského prostředí, což Kusák odmítl jako příliš limitující. Po příspěvcích zástupců delegace z NDR, z nichž např. Klaus Hermsdorf uvedl, že Kafka ztělesňuje lidskou kapitulaci a nepřekonatelné odcizení, a proto nemůže "ničím přispět k budování socialismu", vyvstal rozpor mezi dogmaticky smýšlejícími marxisty a marxisty, kteří byli ochotni některá zastaralá literárně historická stanoviska z doby stalinismu kriticky přehodnocovat. Slovy německého filologa Ehrharda Bahra: "Tato konference byla víc než literárním kolokviem, byla to politická událost".

## Recepce Liblické konference
Liblická konference měla významný vliv na intelektuální debaty v Československu, NDR, a v Sovětském svazu. Stala se jedním z impulzů pro krátké období politického a společenského uvolnění v Československu, které skončilo příchodem vojsk zemí Varšavské smlouvy v srpnu 1968. V období normalizace byla konference oficiálně vydávána za jeden z ideových zdrojů kontrarevoluce v ČSSR. Walter Ulbricht ji pak ve stejném duchu označil za okamžik opuštění cesty socialismu. 24. a 25. října 2008 se v Liblicích konala vzpomínková konference "Kafka a moc", jejíž účastníci se snažili po 45 letech zodpovědět, jaký byl vztah Kafkova díla a událostí, které vyvrcholily v roce 1968. Německý historik Jürgen Danyel uzavřel setkání slovy, že konference v Liblicích v roce 1963 byla silně politicky laděnou, dobře veřejnosti "prodanou" akcí, která změnila život mnoha jejím účastníkům.

### Zpráva z konference
- Franz Kafka: liblická konference 1963. 1. vyd. Praha: Nakladatelství Československé akademie věd, 1963. 289 s., [20] s. obr. příl.